# Фанар
Фана́р (грец. Φανάρι, трансліт. Phanári, тур. Fener), також Фене́р — історичний район на півдорозі вгору від Золотого Рогу в районі Фатіх у Стамбулі, Туреччина. Вулиці цього району переповнені історичними дерев’яними особняками, церквами та синагогами візантійської та османської епох. Дерев’яні садиби між головною віссю і берегом часто використовувалися для завезення деревини з Понту або Чорного моря. Їхні мальовничі фасади були значною мірою знищені через потреби розширення вулиць у 1930-х і пізніше. Назва місцевості є турецькою транслітерацією оригінального слова «фанаріон» (середньогрецька: Φανάριον) (ліхтар для освітлення, вуличний ліхтар, ліхтар зі світловим ліхтарем). Так його називали для колони, увінчаної ліхтарем, який стояв там у візантійський період – використовувався як громадське світло або морський та/або інший цільовий локатор/маяк.

## Назва
Топонім турецькою називається «Фенер» і є варіантом назви візантійського району «Фанар» (грец. Φανάρι, досл. «світильник»). Українське фонар (те саме, що «ліхтар») і болгарське фенер («ліхтар») — старі запозичення цього ж слова.
У часи Візантії район отримав назву «Фанар», оскільки тут знаходився ліхтар на колоні, який виконував роль маяка.

## Історія
Після падіння Константинополя в 1453, в цьому районі проживала більшість грецького населення міста, яке не чинило опору, тому Фанар не був розграбований, населення його уникнуло різанини, церкви були збережені. Згодом більшість церков були відібрані турками та перетворені в мечеті.

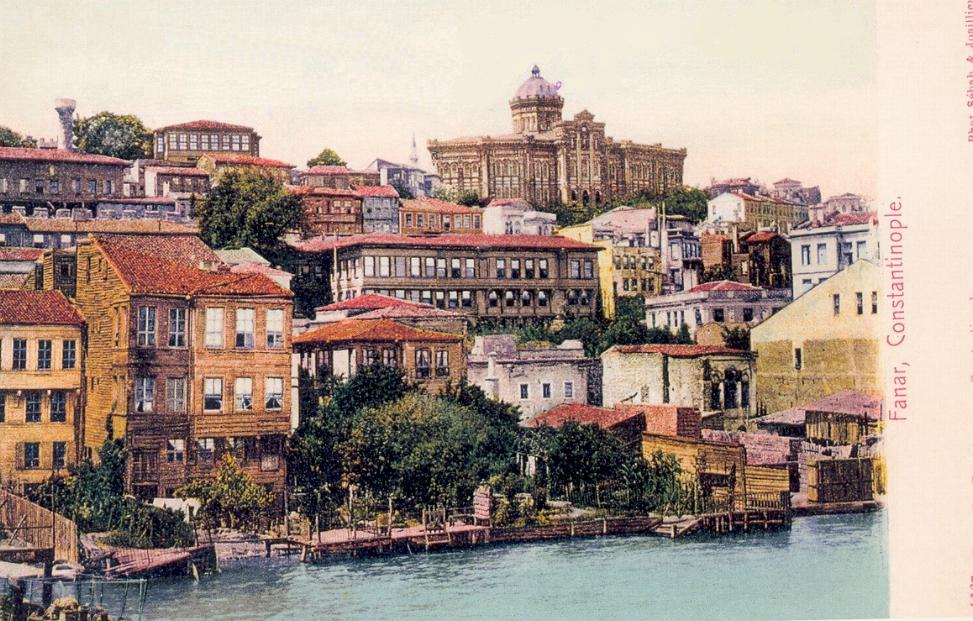
Район Фенер. 1900 рік

У районі знаходиться резиденція Вселенського патріарха Константинополя.
За назвою району в Новий час греки Константинополя називалися фанаріотами; Вселенський патріархат Константинополя іноді називають просто «Фанаріон» або «Фанар» (подібно до того, як керівництво Католицької церкви — «Ватикан»).
У 1711 - 1821 представники заможних фанаріотських сімей призначалися воєводами Молдавії та Валахії.
В результаті гонінь на греків у період між 1925 та 1955 роками грецьке населення Стамбула скоротилося з 270 тис. (39,6 %) до 100 тисяч (7,8 %), а після Стамбульського погрому 6-7 вересня 1955 року грецьке населення району «Фанар» майже повністю виїхало, а на його місце заселились турки. Станом на 2000 рік у Стамбулі мешкає загалом лише 2 000 греків.

## Світлини

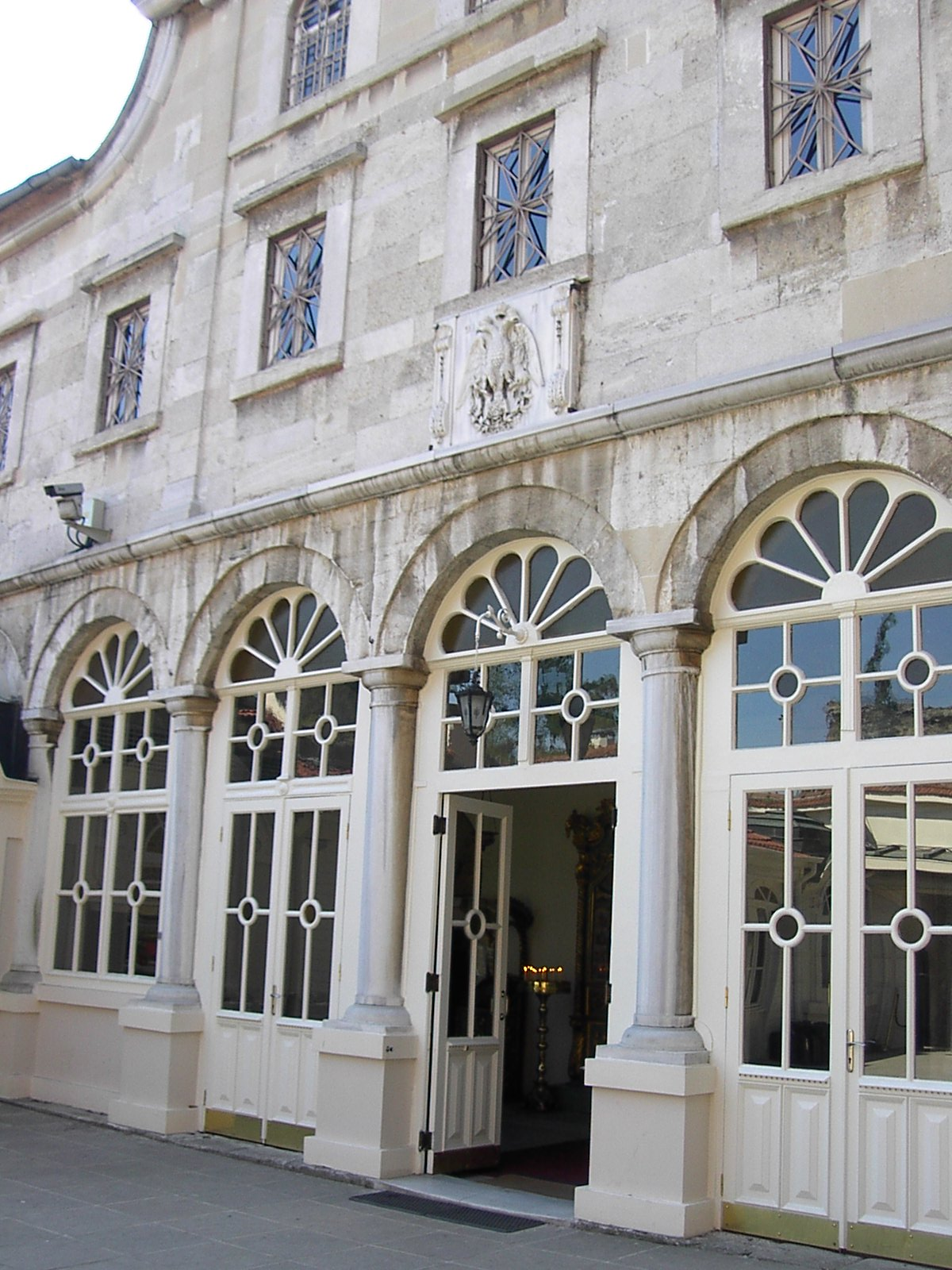
Вхід у Собор святого Георгія
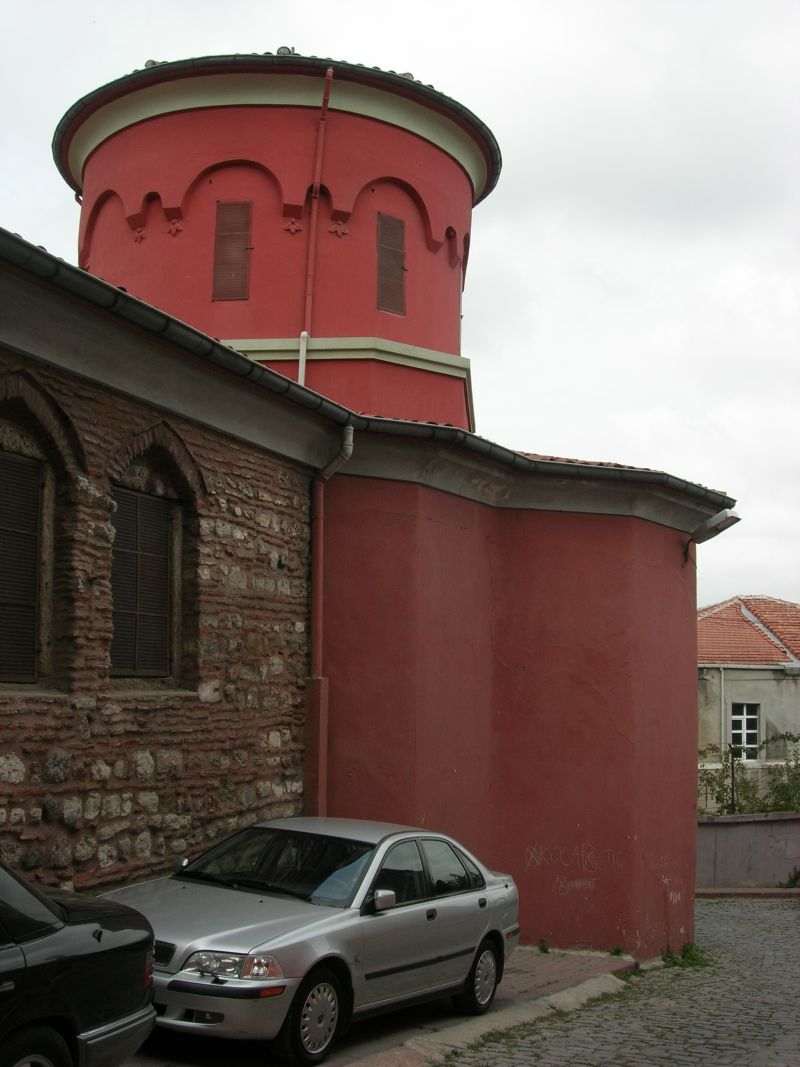
Церква Марії Монгольської
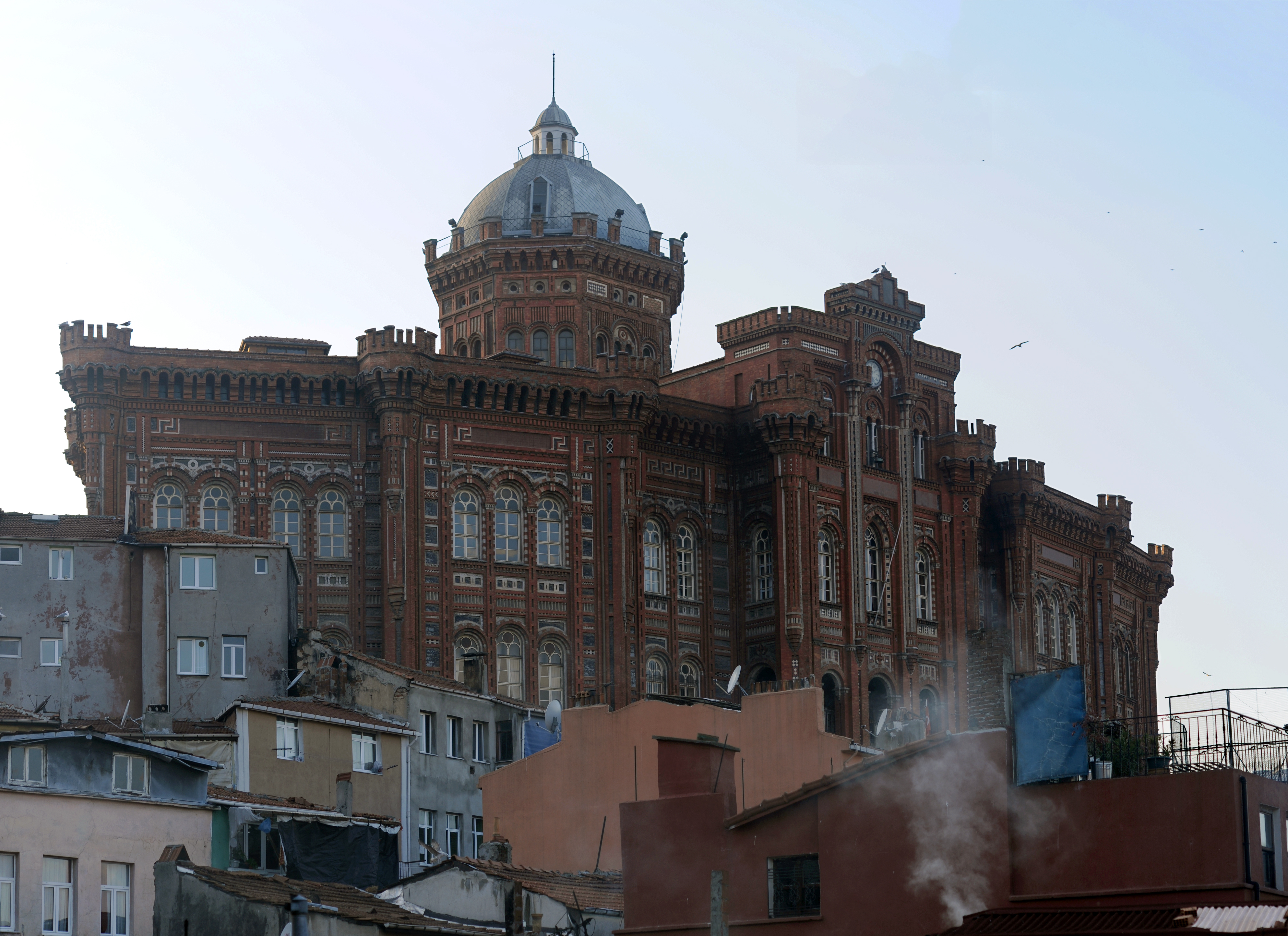
грецька православна школа «Велика школа нації»
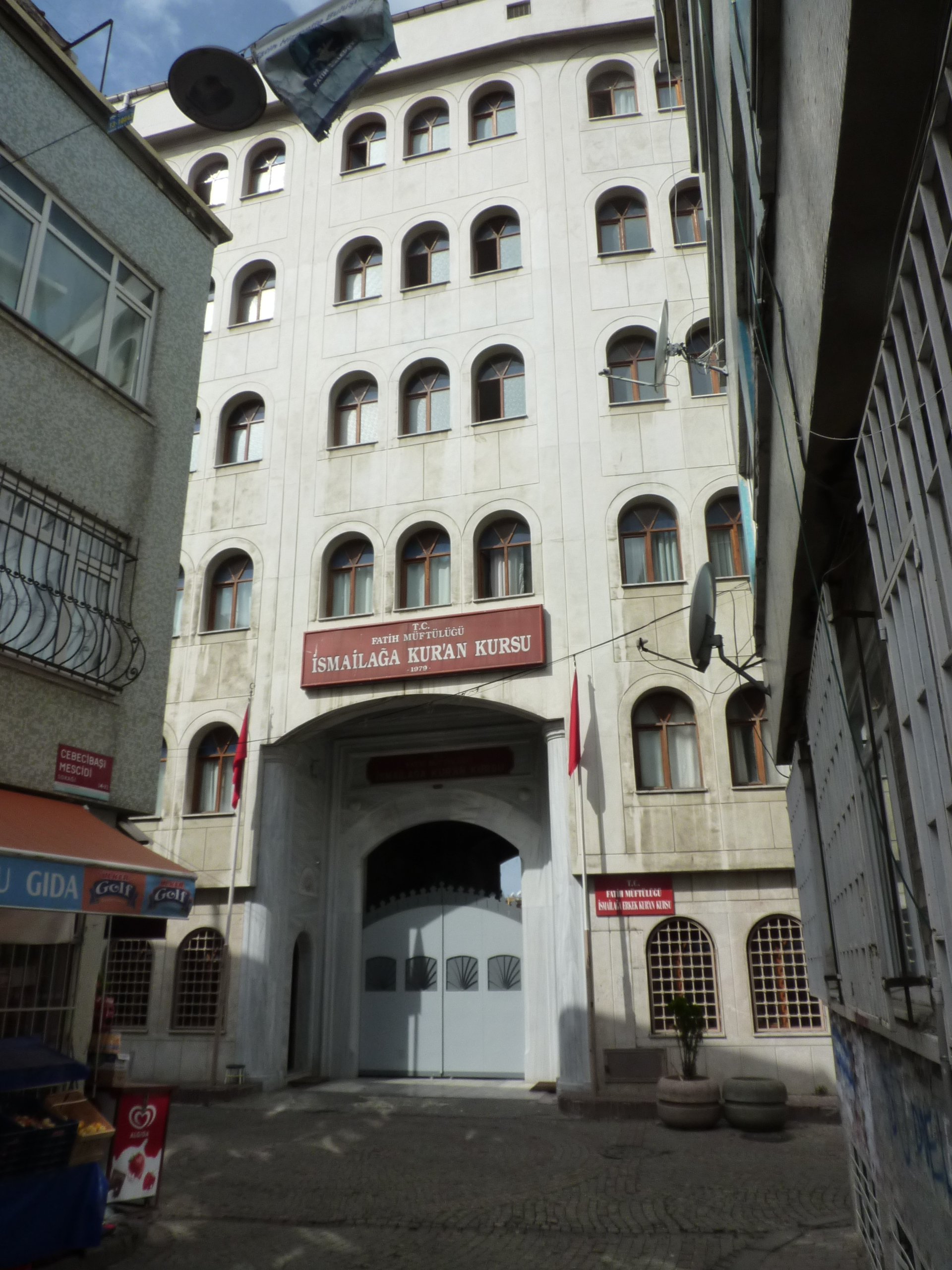
Медресе
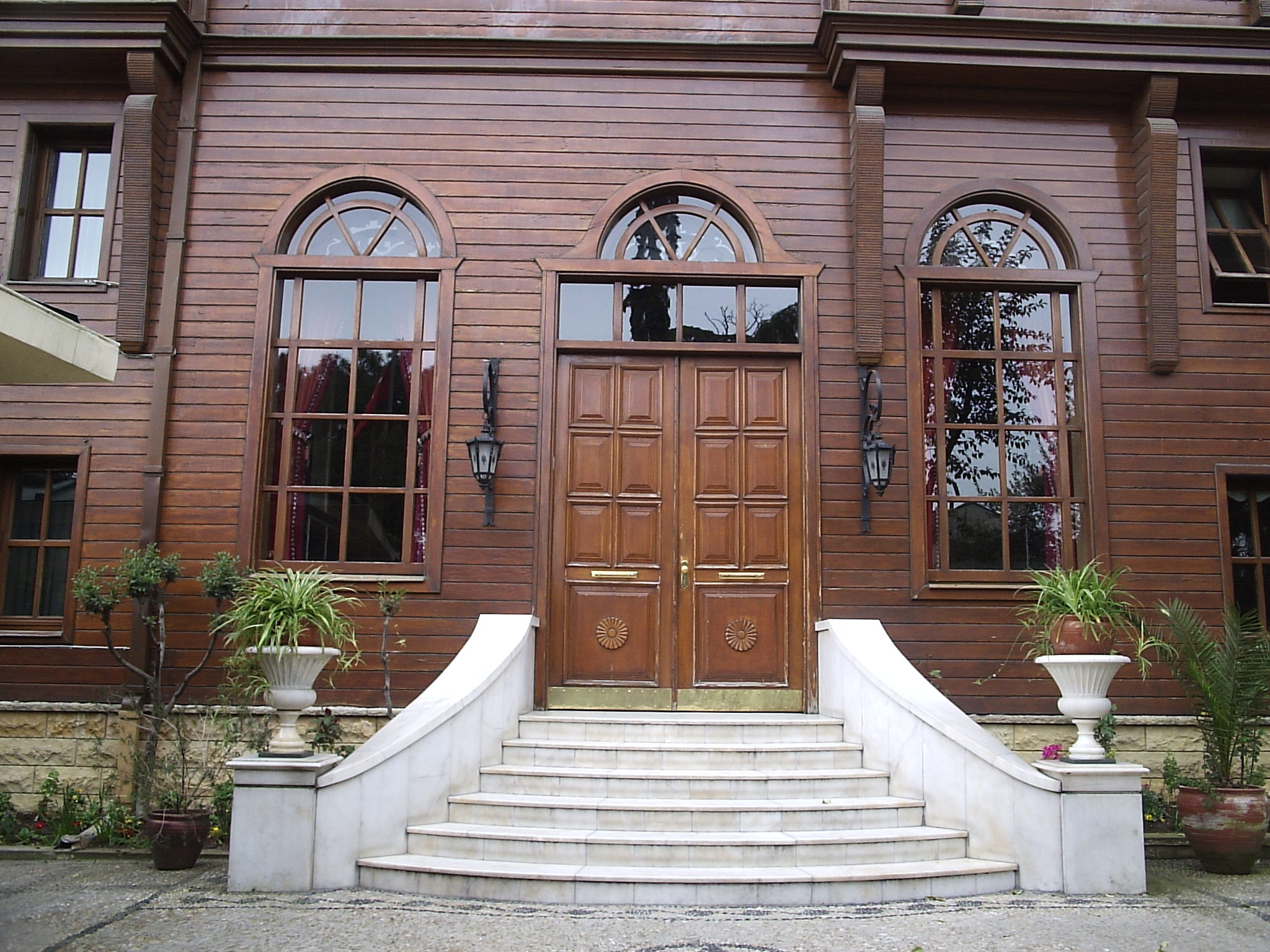
Резиденція Вселенського патріаха у Фенері.